# Roy Brooks
Roy Brooks (Detroit, 3 september 1938 - aldaar, 16 november 2005) was een Amerikaanse jazzdrummer van de modernjazz.

## Biografie
Roy Brooks begon zijn muzikale carrière op 14-jarige leeftijd in plaatselijke r&b-bands. Vervolgens speelde hij bij Yusef Lateef, Barry Harris en Joe Henderson, voordat hij in 1959 lid werd van het Horace Silver Quintet, waarbij hij bleef tot 1964. Daarna werkte hij freelance bij Chet Baker, Junior Cook en Blue Mitchell. Van 1967 tot 1970 speelde hij weer bij Lateef, daarna van 1970 tot 1972 bij Pharoah Sanders en James Moody. Bovendien maakte hij plaatopnamen en tournees met Shirley Scott, Wes Montgomery, Sonny Stitt, Jackie McLean, Dexter Gordon, Red Garland, Abdullah Ibrahim, Charles McPherson, Red Rodney en in 1972/1973 bij Charles Mingus, met wie hij deelnam aan dien Europese tournee.
Verder formeerde Brooks het percussie-ensemble The Artistic Truth en de formatie The Aboriginal Percussion Choir. Brooks was voor een langere periode ook lid van de percussieband M'Boom van Max Roach. Tijdens de jaren 1980 ontstond een soloalbum voor Enja Records. Brooks speelde in 1986 me met Woody Shaw op diens album Bemsha Swing Live. Hij trad tijdens de jaren 1980 voornamelijk op als percussionist, voordat ziekte en een gevangenisstraf hem belemmerden om in het openbaar op te treden.

## Overlijden
Roy Brooks overleed in november 2005 op 67-jarige leeftijd.

## Discografie
- 1983/84: Roy Brooks: Duet in Detroit (Enja Records) met Woody Shaw, Geri Allen, Don Pullen, Randy Weston
- ????: Dollar Brand: The Children of Africa (Enja Records)
- 1968: Yusef Lateef: The Blue Yusef Lateef (Atlantic Records)
- 1969: Charles McPherson: McPherson´s Mood (OJC Records)
- 1979: Max Roach: M'Boom (Columbia Records), To The Max (Enja Records)
- 1973-1981: Red Rodney: Bluebird (Camden Records)
- 1973: Charles Mingus: Jazz in Detroit/Strata Concert Gallery/46 Selden (ed. 2018)
- 1963: Horace Silver: Silver's Serenade, Song for My Father (Blue Note Records) (daarvan speelt Roger Humphries enkele nummers)
- 1971-1973: Sonny Stitt: Keeper of the Flame (Camden Records)

- Biblioteca Nacional de España: XX1717330
- Bibliothèque nationale de France: cb13891883s (data)
- Gemeinsame Normdatei: 134810910
- International Standard Name Identifier: 0000 0000 5514 9727
- Library of Congress Control Number: n78048854
- MusicBrainz: d9d8118f-5153-4ca8-ab16-900f1f337848
- Système universitaire de documentation: 156627140
- Virtual International Authority File: 69114981
- WorldCat: E39PBJrRhTk6YK66Wfg9KqgYfq